# Kibara oblongata
Kibara oblongata är en tvåhjärtbladig växtart som beskrevs av W.R. Philipson. Kibara oblongata ingår i släktet Kibara och familjen Monimiaceae. Inga underarter finns listade i Catalogue of Life.